# София Бранц
София Бранц е българска преводачка от руски език. Редактор и съставител в редица издателства, сред които „Народна култура“.

## Биография
Родена е на 11 декември 1949 г. в Москва в семейството на акад. Азаря Поликаров.
Завършва специалност „Руска филология“ в Софийския университет „Климент Охридски“.
За превода си на сборника с уралски приказки „Малахитовото ковчеже“ на Павел Бажов е вписана в Почетния списък на наградата „Ханс Кристиян Андерсен“. През 2006 година получава номинация за Националната награда „Христо Г. Данов“ в категория „Преводна художествена литература“ за преводите си на „Дай ми. Дай ми!“ от Ирина Денежкина, „Сонечка. Бедни роднини“ и „Медея и нейните деца“ от Людмила Улицкая.
Превежда пиесата „Червена магия“ от Мишел де Гелдерод, поставена на сцената на Театър „София“ през сезон 1989/1990.
Има две издадени стихосбирки.
Умира на 21 ноември 2015 г. в София.